# Chris Finnegan
Chris Finnegan (Iver, 5 giugno 1944 – Uxbridge, 2 marzo 2009) è stato un pugile britannico, campione europeo e sfidante al titolo mondiale dei pesi mediomassimi. Era il fratello maggiore del campione europeo dei pesi medi Kevin Finnegan.

## Biografia

### Carriera da dilettante
Mancino, ha vinto la medaglia d'oro olimpica nel pugilato alle Olimpiadi 1968 svoltesi a Città del Messico, nella categoria dei pesi medi. Batté il tanzaniano Titus Simba (5-0), il tedesco Ewald Wichert (3-2), il futuro Campione mondiale dei mediomassimi Mate Parlov (5-0), lo statunitense Al Jones (4-1) e, in finale, il sovietico Aleksej Kiselëv (3-2), già vice Campione olimpico a Tokyo 1964 nei pesi mediomassimi.

### Carriera da professionista
Ha esordito a torso nudo subito dopo le vittoriose Olimpiadi di Città del Messico. Il 27 agosto 1970, sul ring ostile di Valby (Copenaghen), contese il titolo europeo dei pesi medi al danese Tom Bogs, perdendo ai punti in 15 riprese. 
Salito di categoria, tentò una prima volta la scalata al titolo europeo dei mediomassimi detenuto dal tedesco Conny Velensek, il 5 maggio 1971 a Charlottenburg ma non andò oltre il pari. Il successivo tentativo, sempre contro Velensek ebbe invece esito positivo e, il 1º febbraio 1972, a Nottingham, conquistò la cintura continentale battendo ai punti il suo avversario.
Grazie a tale risultato fu designato sfidante al mondiale dei pesi mediomassimi in possesso dello statunitense Bob Foster ma fu sconfitto per KO al quattordicesimo round. Tale match è stato definito il miglior incontro del 1972 dalla rivista Ring Magazine.
Dopo un mese e mezzo fu costretto a difendere la cintura europea dall'assalto del tedesco Rudiger Schmidtke ma fu sconfitto per knock-out tecnico pur combattendo in casa alla Wembley Arena. Conquistò tuttavia il titolo di campione del Commonwealth britannico, sempre nei pesi mediomassimi, battendo ai punti il connazionale Roy John. Tra il 1973 e il 1974, incontrò due volte John Conteh, con in palio i titoli del Commonwealth e di Campione d'Europa. Fu sconfitto in entrambi i casi, sempre a Wembley. 
Conquistò il titolo britannico il 14 ottobre 1975, sottraendolo a Johnny Frankham e contestualmente si ritirò dal pugilato dopo aver combattuto 37 incontri, di cui 29 vinti, 7 persi e un pari.